# Tai nạn máy bay B-2 tại Căn cứ không quân Andersen năm 2008
Vào ngày 23 tháng 2 năm 2008, Spirit of Kansas, một máy bay ném bom tàng hình B-2 Spirit của Không quân Hoa Kỳ, đã bị rơi trên đường băng ngay sau khi cất cánh từ Căn cứ không quân Andersen ở Guam. Máy bay bị phá hủy hoàn toàn, nhưng cả hai thành viên phi hành đoàn đã kịp thời nhảy dù ra khỏi máy bay và thoát nạn. Vụ tai nạn này đánh dấu tổn thất đầu tiên của máy bay ném bom B-2, và tính đến năm 2022 nó vẫn là vụ tai nạn duy nhất của dòng máy bay này. Với thiệt hại ước tính khoảng 1,4 tỷ USD, nếu chỉ tính riêng chi phí của chiếc máy bay thì đây là vụ tai nạn tốn kém nhất trong lịch sử Không quân Hoa Kỳ.

## Tai nạn

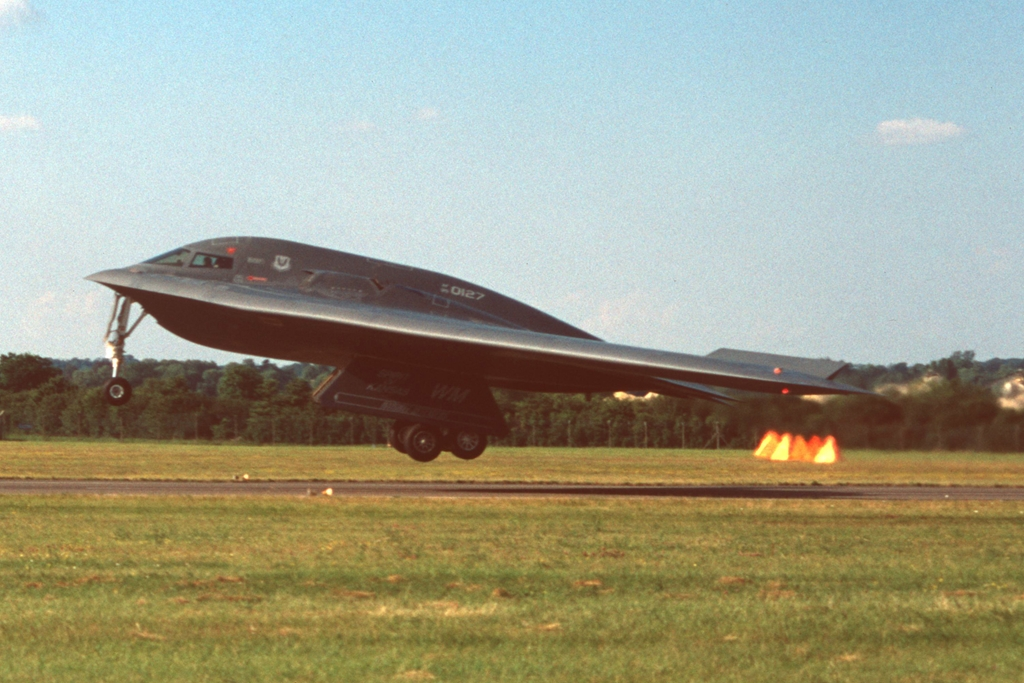
89-0127 Spirit of Kansas, chiếc Northrop Grumman B-2 Spirit của USAF liên quan đến vụ tai nạn, được chụp vào ngày 19 tháng 7 năm 1997.

Vào ngày 23 tháng 2 năm 2008, một chiếc B-2 đã bị rơi trên đường băng ngay sau khi cất cánh từ Căn cứ không quân Andersen ở Guam. Chiếc B-2, biệt danh Spirit of Kansas, có số hiệu 89-0127 và thuộc biên chế Phi đoàn Ném bom số 393, Không đoàn Ném bom 509, đóng ở Căn cứ Không quân Whiteman, Missouri, đã bay được 5.100 giờ bay. Đây là vụ tai nạn đầu tiên của một chiếc B‑2.
Phi hành đoàn gồm hai sĩ quan (Thiếu tá Ryan Link và Đại úy Justin Grieve) đã cố gắng điều khiển chiếc máy bay ném bom nhưng họ đã thất bại, và khi một trong những đầu cánh của chiếc máy bay tiếp xúc với mặt đất, họ đã phải nhảy dù thoát ra và sống sót sau vụ tai nạn. Chiếc B-2 bị phá hủy hoàn toàn, tổng thiệt hại ước tính khoảng 1,4 tỷ USD. Con số này tương đương với khoảng 1,58 tỷ đô la Mỹ vào năm 2018.
Theo Air Force Times, không có đạn dược nào trên máy bay.Báo cáo về vụ tai nạn của Bộ Tư lệnh Không quân Mỹ nói rằng "vật liệu tuyệt mật" đã được chất lên máy bay ném bom vào buổi sáng mà chiếc máy bay đang trở về Căn cứ Không quân Whiteman "sau một đợt triển khai kéo dài 4 tháng để hỗ trợ sự hiện diện liên tục của Lực lượng Không quân Thái Bình Dương.
Tại Bệnh viện Hải quân Guam, sau khi đánh giá thương tích, một phi công đã được xuất viện còn người thứ hai phải nhập viện. Một chiếc B-2 đang ở trên không đã được gọi trở lại Andersen sau vụ tai nạn, nơi nó và những chiếc B-2 khác nằm dưới đất cho đến khi cuộc điều tra ban đầu về vụ tai nạn hoàn tất. Sáu chiếc Boeing B‑52 của Phi đoàn Ném bom 96, Không đoàn Ném bom số 2 tại Căn cứ Không quân Barksdale, Louisiana, đã được triển khai để thay thế cho những chiếc B‑2 tại Andersen.
Chỉ huy trưởng của Không đoàn Ném bom 509, Chuẩn tướng Garrett Harencak, sau sự việc trên đã tạm ngừng hoạt động bay đối với tất cả 20 chiếc B ‑ 2 còn lại để xem xét các thủ tục. Harencak gọi việc ngừng bay này là "tạm dừng an toàn" và tuyên bố rằng những chiếc B‑2 sẽ tiếp tục bay nếu được yêu cầu hoạt động ngay lập tức. Đội bay B‑2 trở lại trạng thái bay vào ngày 15 tháng 4 năm 2008.

## Điều tra
Kết quả điều tra cho biết chiếc B‑2 bị rơi sau "cơn mưa nặng hạt" khiến hơi ẩm xâm nhập vào các cảm biến dữ liệu không khí. Dữ liệu từ các cảm biến được sử dụng để tính toán nhiều yếu tố bao gồm cả vận tốc và độ cao. Vì ba đầu dò áp suất không hoạt động được - do ngưng tụ bên trong các thiết bị, không phải do lỗi bảo trì - các máy tính điều khiển chuyến bay đã tính toán góc tấn công và tốc độ bay của máy bay không chính xác. Dữ liệu về tốc độ bay không chính xác trên màn hình buồng lái đã dẫn đến việc máy bay quay vòng ở tốc độ 12 hải lý trên giờ (22 km/h) chậm hơn so với chỉ định. Do góc tấn công bị cảm nhận sai nên máy tính tạo nên góc mũi cao đột ngột, lên tới 30 độ. Sự kết hợp giữa tốc độ cất cánh chậm và góc tấn công cực hạn với lực cản không khí, dẫn đến việc thất tốc không thể cứu vãn, máy bay rung lắc, chạy lệch khỏi đường băng rồi lao xuống đất. Cả hai thành viên phi hành đoàn đã thoát khỏi máy bay ngay sau khi đầu cánh trái bắt đầu khoét sâu mặt đất dọc theo đường băng. Máy bay chạm đất, lộn nhào và phát nổ sau khi nhiên liệu bốc cháy.

## Trong văn hóa đại chúng
Vụ tai nạn của "Spirit of Kansas" đã được giới thiệu trong tập 3, mùa thứ 22 của chương trình Mayday, có tựa đề "Stealth Bomber Down" (tạm dịch:Vụ rơi máy bay ném bom tàng hình).